# First Message
《First Message (퍼스트 메시지)》는 일본의 가수 아야카의 데뷔 음반이다. 2006년 11월 1일에 워너 뮤직 재팬을 통해 발매됐으며, 한국에는 같은 해 12월 5일에 발매됐다.

## 수록곡
1. Start to 0 (Love)
2. Real voice
3. Sha la la
4. Blue Days (ブルーディズ)
5. I believe
6. Stay with me
7. melody
8. 기미노 Power토 오토나노 후리 君のパワーと大人のフリ
9. 에이엔노 모노가타리 (永遠の物語 영원한 이야기[*])
10. 토키오 모도시테 (時を戻して 시간을 되돌려서[*])
11. 1・2・3・4
12. Story
13. 라이라라이 (ライラライ)
14. 미카즈키 (三日月 초승달[*])
15. message

## 차트 순위
오리콘
| 차트          | 최고순위 | 판매량  | 총판매량  | 등장횟수 |
| ------------- | -------- | ------- | --------- | -------- |
| 일간          | 1        |         | 1,202,180 | 128주    |
| 주간          | 1        | 350,580 | 1,202,180 | 128주    |
| 월간          | 1        |         | 1,202,180 | 128주    |
| 연간 (2006년) | 13       | 711,000 | 1,202,180 | 128주    |
| 연간 (2007년) | 22       | 338,000 | 1,202,180 | 128주    |
| 연간 (2008년) | 126      |         | 1,202,180 | 128주    |